# 和歌山市立山口小学校
和歌山市立山口小学校（わかやましりつ やまぐちしょうがっこう）は、和歌山県和歌山市里にある公立小学校。

## 沿革
- 1873年（明治6年）4月1日 - 山口小学校として、旧紀州藩山口御殿跡に開校。この縁があってか、校章は紀州徳川家の葵紋に似ている。開校時点の教員数2名・児童数60名。
- 1884年（明治17年）11月 - 西村小学校を合併。
- 1887年（明治20年）4月 - 里高等尋常簡易小学校と改称。
- 1893年（明治26年）3月1日 - 山口尋常小学校と改称。
- 1897年（明治30年）7月10日 - 山口尋常高等小学校と改称。
- 1900年（明治33年）3月29日 - 分教場を滝畑に設置。
- 1901年（明治34年）9月1日 - 本校校舎を増築。
- 1913年（大正2年）3月26日 - 校舎増築。
- 1914年（大正3年）2月25日 - 御大典、楠、けやき記念植樹。
- 1920年（大正9年）6月18日 - 農繁臨時休校実施（以後昭和33年まで継続）。
- 1931年（昭和6年）2月 - 新校舎建築。
- 1941年（昭和16年）4月1日 - 国民学校令により、山口国民学校と改称。
- 1944年（昭和19年）9月8日 - 戦局の悪化により、大阪市より集団疎開児童を受け入れ。
- 1945年（昭和20年）
  - 6月11日 - 5教室を軍に貸与。
  - 7月9日 - 疎開や戦災児の入学により、児童数540名となる。
- 1947年（昭和22年）4月1日 - 学制改革により、山口村立山口小学校と改称。
- 1954年（昭和29年）10月2日 - 講堂と北校舎の新築落成と開校80周年記念の両式典挙行。
- 1955年（昭和30年）7月31日 - 南校舎竣工。
- 1959年（昭和34年）4月1日 - 山口村の和歌山市への合併により、和歌山市立山口小学校と改称。山口小学校校歌作成。電話開通。
- 1962年（昭和37年）8月12日 - プール竣工。
- 1964年（昭和39年）10月23日 - 滝畑分校新校舎竣工。
- 1969年（昭和44年）4月16日 - 共同調理方法による学校給食開始。
- 1973年（昭和48年）4月22日 - 開校100周年記念式典挙行。
- 1974年（昭和49年）9月19日 - 鉄筋校舎竣工。
- 1977年（昭和52年）2月13日 - 講堂改修。
- 1981年（昭和56年）12月26日 - 運動場用地として4065㎡購入。
- 1982年（昭和57年）
  - 10月12日 - 校舎新増改築工事起工式挙行。
  - 10月24日 - 新運動場落成式挙行。
- 1983年（昭和58年）10月17日 - 新校舎竣工式挙行。
- 1987年（昭和62年）8月18日 - 屋内運動場起工式挙行。
- 1988年（昭和63年）7月9日 - 屋内運動場・プール竣工式挙行。
- 1992年（平成4年）4月1日 - 滝畑分校が休校し、スクールバス運行（滝畑～本校）。
- 1993年（平成5年）
  - 6月28日 - 運動場に掲揚台設置。
  - 10月29日 - 中庭通路を設置。
- 1994年（平成6年）2月28日 - パソコン教室開設。
- 1998年（平成10年）6月15日 - ランチルーム用地買収。
- 1999年（平成11年）
  - 2月8日 - 市内小学校第1号となるごみ置場設置。
  - 3月15日 - 果樹園・栽培園設置。
  - 6月30日 - ランチルーム建設工事着工。
- 2000年（平成12年）
  - 1月21日 - ランチルーム建設工事竣工。
  - 2月5日 - ランチルーム竣工式。
- 2008年（平成20年）
  - 4月1日 - 滝畑地区へのスクールバスが通学自動車に変更。
  - 9月1日 - 北校舎耐震工事。
- 2011年（平成23年）3月31日 - 太陽光発電及び受変電設備工事。
- 2013年（平成25年）
  - 3月21日 - 体育館防水シート貼り替え工事。
  - 3月26日 - なかよし学級3の改修工事。
- 2014年（平成26年）
  - 4月2日 - 保健室シャワールーム設置。
  - 12月19日 - わかたけ学級舎完成。
- 2015年（平成27年）4月8日 - 学習園（運動場北側）使用開始。
- 2016年（平成28年）
  - 3月31日 - 北校舎1階教室化に伴う改修工事終了。
  - 12月20日 - 西校舎完成。
- 2019年（令和元年）11月23日-メタセコイア伐採
- 2022年（令和4年）11月6日 - 創立150周年記念式典挙行。

## 通学区域
- 和歌山市
  - 上黒谷、北別所、里、谷、滝畑、中筋日延、平岡、藤田、山口西、湯屋谷、落合

卒業生は基本的に和歌山市立紀伊中学校に進学する。

## 周辺
- 和歌山市立山口幼稚園 - 進学前幼稚園のひとつ。
- 和歌山市役所山口支所
- 和歌山市山口公民館
- 遍照寺
  - 上記4施設は、全て本校と敷地が隣接。
- ひびきの郷（福祉施設）

## 交通アクセス
- 和歌山バス那賀紀伊粉河線「池の川」バス停から、徒歩約720m・約11分。
- JR西日本阪和線紀伊駅から、徒歩約2.5km・約38分。
- 阪和自動車道和歌山北ICから、車で約5.5km・約10分。